# 小田茜
小田 茜（おだ あかね、1978年11月6日 - ）は、日本の女優、ヨガインストラクター。身長164cm。血液型A型。
個人事務所のフォーミックスグループに所属し、宍戸錠事務所と業務提携している。
栃木県真岡市出身。日出女子学園高等学校（現・目黒日本大学中学校・高等学校）卒業。

## 来歴・人物
出身地に隣接する上三川町の小学校に在学中の1990年、第4回全日本国民的美少女コンテストのグランプリを受賞して芸能界入り。受賞当時は小学6年生であったが、目鼻立ちが際立つ大人びた顔立ちで“第二のゴクミ”と話題になった。
1991年に大河ドラマ『太平記』でドラマデビュー。『先生のお気にいり!』（TBS系）では、当時中学1年生だった小田が高校2年生の女子高生役を演じるということで注目された。
1992年3月、「あなたがいるからここにいる」で歌手デビュー。
1993年1月、『いちご白書』で中学2年生にして連続ドラマ初主演を果たす。人生のファーストキスはこの作中にて、松岡昌宏（当時高校1年生）が相手だった。なお松岡もこのキスがドラマでの初のキスシーンだった（人生初ではない）。
2002年から放送された毎日放送制作のドラマ30『ピュア・ラブ』でヒロインを務め、好評のため第3作まで作られた。
2008年7月20日、航空会社に勤務する当時37歳の副操縦士の男性との結婚を発表した。結婚後は北海道の美瑛町へと移住する。
2010年2月1日、第1子（長男）を出産していたことが同年3月19日に所属事務所より発表された。以降、芸能活動はなく、2019年12月頃に宣材写真が約20年ぶりに更新された。
2020年4月に、所属していたオスカープロモーションを退社。また、2018年頃に離婚をしていたことと、東京に戻ってきたことが明らかになった。
2021年 FOMIC'S Groupに所属。ヨガ講師としても活躍。
2022年7月24日、日刊ゲンダイのインタビューシリーズ「あの人は今こうしている」に登場。
2023年、配信ドラマ『季節のない街』（ディズニープラス）で14年ぶりに女優復帰。

## 出演

### テレビドラマ
- NHK大河ドラマ（NHK）
  - 『太平記』（1991年） - 顕子 役
  - 『八代将軍吉宗』（1995年） - 育姫 役
- 先生のお気にいり!（1991年、TBS系） - 宮本晶 役
- 愛さずにいられない（1991年、日本テレビ系） - 竹中真央 役
- 伊豆の踊子（1992年、TBS系） - 薫 役
- 金曜ドラマ『腕におぼえあり』（1992年4月10日 - 6月26日、NHK） - おいね 役
  - 腕におぼえあり2（1992年9月4日 - 11月27日、NHK） - おいね 役
- 金曜ドラマシアター『本陣殺人事件』（1992年、フジテレビ系） - 鈴子 役
- 月曜ドラマ・イン『いちご白書』（1993年、テレビ朝日系） - 主演・橋本茜 役
- ドラマ新銀河『南部大吉交番日記』（1993年、NHK） - 村田千尋 役
- ネオドラマ『少女の微熱』（1993年、テレビ朝日系） - 大塚みのり 役
- 新春ドラマスペシャル『家族ネットワーク』（1994年、テレビ朝日系）
- 月曜ドラマ・イン『クニさんちの魔女たち』（1994年、テレビ朝日系） - 岡村しほ 役
- 火曜ドラマ『幽霊女子高生』（1994年、ABC・テレビ朝日系） - 杉山夢子 役
- 東芝日曜劇場『冠婚葬祭部長』（1996年、TBS系） - 朝倉ひとみ 役
- 京都殺人まんだら（1996年、関西テレビ・フジテレビ系）
- 海外ドラマ『オーシャンガール』（1996年、NHK教育） - 主人公・ネリ（演：マルティナ・ゴデッキ)の声の吹き替え
- 藤沢周平の用心棒日月抄 第3話「吉良邸に売られた女」（1997年、テレビ朝日系） - ゲスト およう 役
- 月曜ドラマスペシャル『浅見光彦シリーズ 「蜃気楼」』（1998年、TBS系） - 梶川優子 役
- テレビ東京開局35周年記念番組12時間超ワイドドラマ『赤穂浪士』（1999年、テレビ東京系） - 穂積幸 役
- ShinD 夏色の恋（1999年、日本テレビ系） - 室井由紀 役
- 隠密奉行 朝比奈2 第5話「伊予松山 姫さまと無理心中」（1999年、フジテレビ系） - 光姫 役
- 土曜ナイトドラマ『29歳の憂うつ・パラダイス30』（2000年、テレビ朝日系）
- 月曜ミステリー劇場『十津川警部シリーズ23 終着駅殺人事件』（2001年、TBS系）
- 女と愛とミステリー・山村美紗サスペンス「殺意の果てに」飛騨高山夫人殺人事件（2001年、テレビ東京） - 笛木佐知 役
- ドラマ30『ピュア・ラブ』（2002年、毎日放送・TBS系） - 主演・麻生木里子 役
  - ドラマ30『ピュア・ラブII』（2002年、毎日放送・TBS系） - 主演・麻生木里子 役
- 土曜ナイトドラマ『女と男と物語』第5話「最初の嘘」（2003年、ABC） - ゲスト主演
- 水戸黄門（C.A.L・TBS）
  - 第31部 第22話「陰謀渦巻く福岡城(2時間スペシャル) - 下関・博多」（2003年3月22日） - 小夜 役
  - 第39部 第17話「闇夜に消えた? 女たち・防府」（2009年2月16日） - お千香 役
- 土曜ドラマ『ぼくの魔法使い』（2003年、日本テレビ系） - 西恵 役
- ドラマ30『ピュア・ラブIII』（2003年、毎日放送・TBS系） - 主演・麻生木里子 役
- 新しい風（2004年、TBS系） - 柴田綾 役
- 女と愛とミステリー『篝警部補の事件簿II』（2004年、テレビ東京系）
- 金曜時代劇『華岡青洲の妻』（2005年、NHK） - 小陸 役
- 芸術劇場・スタジオ演劇『そのまま!』（2005年、NHK） - 牧チエミ 役
- 菊次郎とさき（2005年、テレビ朝日系） - 志の川亜矢 役
- ABC土曜深夜ドラマ『夢縁坂骨董店』 第7話（2005年、ABC） - ゲスト
- 水曜ミステリー9『篝警部補の事件簿III』（2005年、テレビ東京系）
- 月曜ミステリー劇場『警視庁特別広域捜査官 宮之原警部シリーズ2 菜の花幻想殺人事件』（2006年、TBS系）
- 7人の女弁護士 第7話（2006年、テレビ朝日系）ゲスト
- 水曜ミステリー9『信濃のコロンボ事件ファイル12 陰画の構図』（2006年、テレビ東京系） - 高山冬子 役
- 逃亡者 おりん 第11話（2007年1月12日、テレビ東京系） - 奈津 役 ※ゲスト
- 遠山の金さん 第3話（2007年1月30日、テレビ朝日系）※ゲスト
- 天使の悪戯（2007年2月9日・3月9日、毎日放送） - 須藤未樹 役
- ホテリアー（2007年、テレビ朝日系） - 後藤加世子 役
- 常願寺川砂防100周年特別番組「ちいさな暉石」（2007年、TUT） - 主演
- 輪違屋糸里（2007年9月9日、TBS系） - 音羽太夫 役
- 安宅家の人々（2008年、東海テレビ・フジテレビ系） - 安宅雅子 役

### バラエティ
- 邦ちゃんのやまだかつてないテレビ（フジテレビ系） - レギュラー
- クイズ日本人の質問（1993年4月6日 - 2000年、NHK総合） - 不定期出演
- 世界バリバリ☆バリュー（毎日放送・TBS系） - 不定期出演
- 鶴太郎流墨彩画塾 風景を描く（2005年7月4日 - 8月29日、NHK Eテレ）
- しゃべくり007（2022年12月5日、日本テレビ） - ゲスト
- 二軒目どうする?〜ツマミのハナシ〜（2023年7月23日、テレビ東京） - ゲスト

### 映画
- 秋桜（1997年、エースピクチャーズ） - 園田明子 役
- 近江聖人 中江藤樹（2005年） - 千鶴 役

### Vシネマ
- ときめき アフタースクール (1996年） - 主演
- 制服少女 放課後の誘惑(1998年) - 愛 役

### 舞台
- ラヴレターズ（1992年）
- 美女と野獣（1994年） - Beauty 役
- 白雪姫（1995年） - 主演
- 眠れる森の美女（1996年） - 主演
- 若草物語 (1997年） - 主演・ジョー 役
- 鬼 ONI（2001年） - 主演
- 信長 (2006年） - お市の方 役
- センチメンタルヤスコ（2006年）
- 円谷劇団「じゅわっと」（2006年10月5日 - 9日、博品館劇場）
- パルコ・プロデュース「49日後…」（2008年） - 能瀬夏帆 役

### ラジオ
- 青春アドベンチャー「少年探検隊」（1994年、NHK-FM）主演
- FMシアター（NHK-FM）
  - 春分の日特集ドラマ「銀河動物園」（1994年）主演
  - 「杏」（1996年）主演
  - 「少尉のオルゴール」（2002年）主演
  - 「葉月の扉」（2007年）主演
- 小田茜 わたしからのメッセージ（1992年、TBSラジオ）
- ニッポン放送開局40周年記念番組「東京マンボガールズ」（1993年、ニッポン放送）

### CM
- サントリー 「はちみつレモン」（1991年）
- 足利銀行（1991年 - 1994年頃）[9]
- 明治製菓「果汁グミ」
- 政府広報「麻薬・覚せい剤乱用防止キャンペーン」（1992年 - 1993年）
- 東武ワールドスクウェア（1993年）
- 栃木県産いちご「女峰」（1994年）
- 山形県産米「はなの舞」「はえぬき」「どまんなか」
- 大正製薬「パブロンSゴールド微粒」（1995年 - 1996年）※ 三田佳子と共演

### 広告
- 消防庁（1991年 - 1992年、公共施設や集合住宅向けの防災ポスター）

### 配信ドラマ
- 季節のない街 第7話（2023年8月9日配信〈予定〉、ディズニープラススター） - かなえ 役[8]

## 作品

### シングル
- あなたがいるからここにいる （1992年3月18日、日本コロムビア）
- 南の国から来た手紙（1993年2月1日) - NHK『みんなのうた』

### アルバム
- 茜白書 （1992年5月1日）
- Message （1993年3月21日）

### ビデオ
- あなたがいるからここにいる（1992年4月1日、日本コロムビア）

## 写真集
- 『13歳』（1992年11月18日、扶桑社）
- 『PURE』（1995年7月14日、集英社）
- 『Resolution』（2001年5月15日、バウハウス）

## 受賞歴
- アクアピースゴールデンハート賞（2001年） ※アクアピースネットワーク主催[10]